# Костадин Коджабашев
Костадин Ташев Коджабашев е български дипломат. Извънреден и пълномощен посланик на Република България в Светия престол.

## Биография
Роден на 5 март 1962 г., Смолян. Специализации: Кралска дипломатическа академия, гр. Мадрид, Кралство Испания; Институт за международни отношения „Клингендал“, гр. Хага, Нидерландия.
Октомври 1989 г. – Постъпва на работа в МВнР
Декември 1989 г. – септември 2006 г. – Аташе в посолството на Р България в Лагос, Нигерия; 3-ти/2-ри секретар в посолството на Република България в Хараре, Зимбабве; 1-ви секретар/съветник в посолството на Р България в Рим, Италия и заместник-ръководител на мисията; съветник/пълномощен министър в посолството на България в Мадрид, Кралство Испания и заместник-ръководител на мисията.
Октомври 1989 – юни 2009 г. – Експерт в отдел „Латинска Америка“ и управление „Международни организации“, началник отдел „Латинска Америка“ в управление „Азия, Африка, Латинска Америка и Австралия“, заместник-началник и и. д. началник на управление „НАТО и въпроси на сигурността“, началник отдел „Латинска Америка“ в дирекция „Америка“.
Юни 2009 г. – юни 2012 г. – Генерален консул на Република България във Валенсия, Кралство Испания.
Юни 2012 г. – декември 2016 г. – Извънреден и пълномощен посланик на Република България в Кралство Испания и Княжество Андора (седалище Мадрид)
Декември 2016 г. – март 2019 г. – Генерален директор на Генерална дирекция „Двустранни отношения"
От 19 март 2019 година е посланик в Украйна, а от 9 юни 2023 година - във Ватикана.

## Награди
- Испански Кралски орден „Изабел Католика“ от Крал Филип VI (2017 г.)